# Rubigula
Rubigula – rodzaj ptaków z rodziny bilbili (Pycnonotidae).

## Rozmieszczenie geograficzne
Rodzaj obejmuje gatunki występujące w południowej i południowo-wschodniej Azji.

## Morfologia
Długość ciała 16–19,5 cm; masa ciała 16–34 g.

## Systematyka
Rodzaj zdefiniował w 1845 roku angielski zoolog Edward Blyth w artykule poświęconym nowym lub mało poznanym ptakom, opublikowanym w czasopiśmie „The journal of the Asiatic Society of Bengal”. Blyth wymienił trzy gatunki – Turdus dispar Horsfield, 1821, Brachypus gularis Gould, 1836 i Ixos squamatus Temminck, 1828 – z których gatunkiem typowym jest (późniejsze oznaczenie) Turdus dispar Horsfield, 1821 (bilbil czerwonobrody).

### Etymologia
- Rubigula: średniowiecznołac. rubinus ‘rubin’, od łac. rubeus ‘czerwony’, od ruber ‘czerwony’; łac. gula ‘gardło’[8].
- Ixodia: rodzaj Ixos Temminck, 1825 (szczeciak); gr. -ωδης -ōdēs ‘przypominający’[9]. Gatunek typowy (oznaczenie monotypowe): Pycnonotus cyaniventris Blyth, 1842.
- Ixidis: wariant pisowni rodzaju Ixodia Blyth, 1845[10].
- Squamatornis: łac. squamatus ‘łuskowaty’, od squama ‘łuska’; gr. ορνις ornis, ορνιθος ornithos ‘ptak’[11]. Gatunek typowy (oryginalne oznaczenie): Ixidia weberi[b] Hume, 1879.

### Podział systematyczny
Do rodzaju należą następujące gatunki:
- Rubigula erythrophthalmos (Hume, 1878) – bilbil złotooki
- Rubigula cyaniventris (Blyth, 1842) – bilbil szarobrzuchy
- Rubigula squamata (Temminck, 1828) – bilbil łuskowany
- Rubigula flaviventris (Tickell, 1833) – bilbil żółtobrzuchy
- Rubigula melanictera (J.F. Gmelin, 1789) – bilbil czarnoczuby
- Rubigula gularis (Gould, 1836) – bilbil rubinowy
- Rubigula dispar (Horsfield, 1821) – bilbil czerwonobrody
- Rubigula montis Sharpe, 1879 – bilbil żółto-oliwkowy